# Semën Pavličenko
Semën Aleksandrovič Pavličenko (in russo Семён Александрович Павличенко?; traslitterazione anglosassone Semyon Aleksandrovich Pavlichenko; Bratsk, 11 maggio 1991) è uno slittinista russo, campione mondiale nel singolo a Sigulda 2015 e nella staffetta mista a Winterberg 2019 nonché vincitore della Coppa del Mondo nel 2018/19 nel singolo; ha inoltre vinto quattro titoli europei individuali.

## Biografia
Ha iniziato a gareggiare per la nazionale russa nelle varie categorie giovanili nella specialità del singolo, ottenendo, quali migliori risultati, due medaglie ai mondiali juniores.

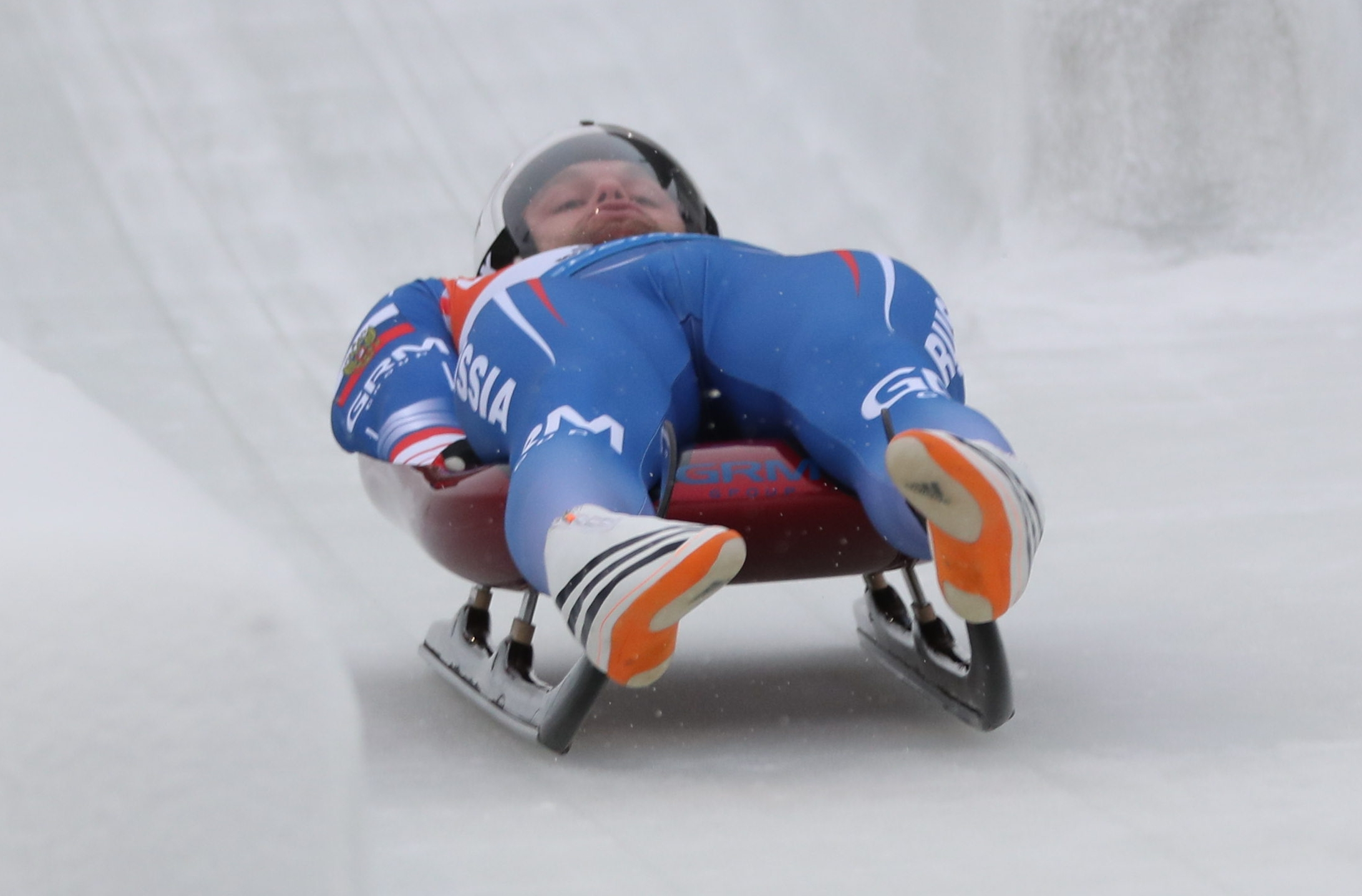
Semën Pavličenko in gara a Winterberg nel 2017

A livello assoluto ha esordito in Coppa del Mondo nella stagione 2007/08, ha conquistato il primo podio il 18 gennaio 2015 nella gara a squadre ad Oberhof (3°) e la prima vittoria il 1º marzo 2015 nel singolo a Soči. In classifica generale ha conquistato la Coppa del Mondo nel singolo nel 2018/19 mentre fu secondo nel singolo sprint al termine delle stagioni 2018/19 e 2019/20.

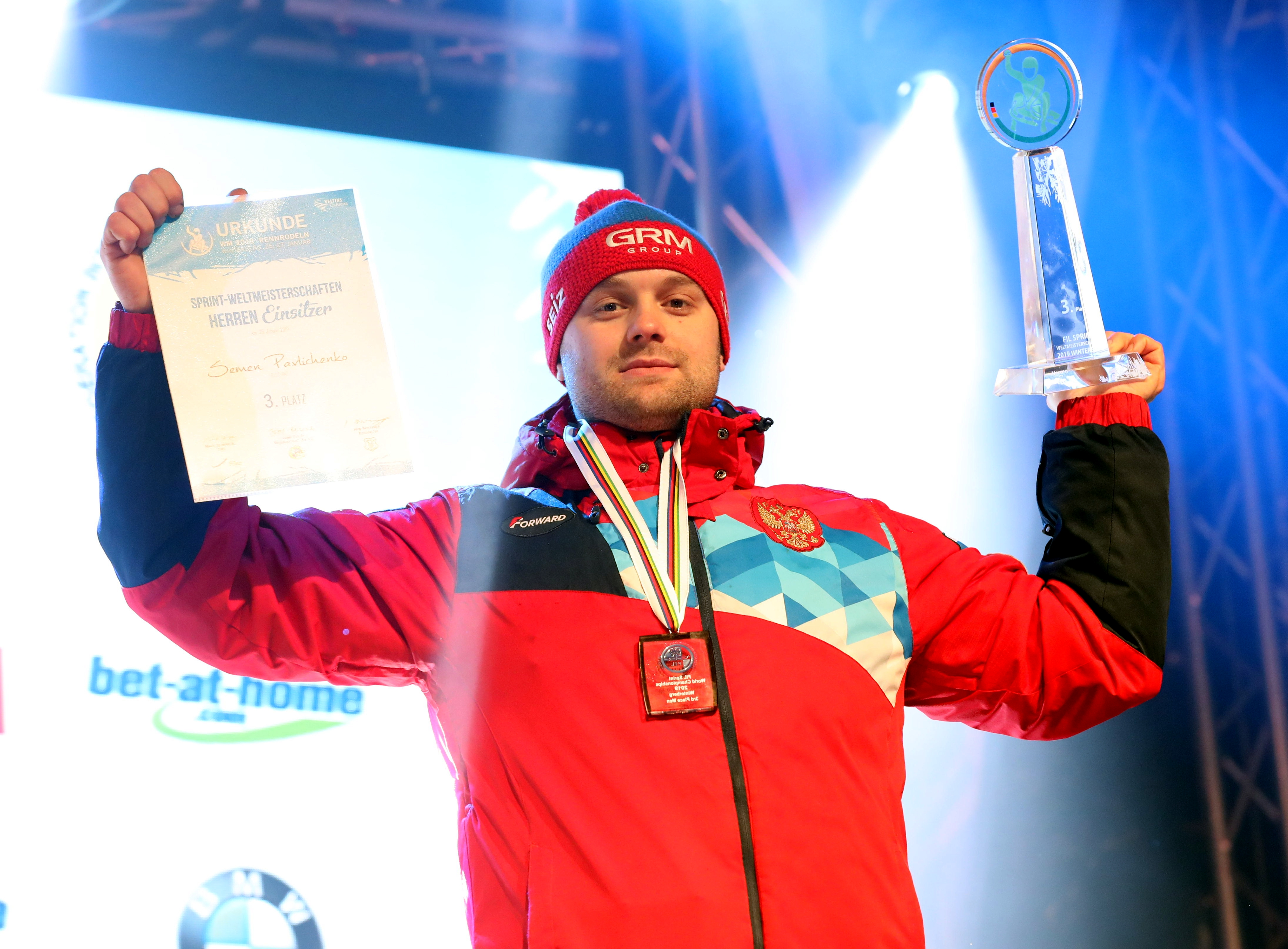
Semën Pavličenko con la medaglia di bronzo mondiale vinta nel singolo sprint a Winterberg 2019

Ha partecipato a due edizioni dei Giochi olimpici invernali: a Soči 2014 ha raggiunto la quinta posizione nella prova individuale e a Pyeongchang 2018 ha terminato la gara del singolo al quattordicesimo posto.
Ha altresì preso parte a otto edizioni dei campionati mondiali conquistando un totale di sei medaglie, delle quali due d'oro. Nel dettaglio i suoi risultati nelle prove iridate sono stati, nel singolo: venticinquesimo a Cesana Torinese 2011, quarantesimo a Whistler 2013, medaglia d'oro a Sigulda 2015, ottavo a Schönau am Königssee 2016, quinto a Igls 2017, medaglia di bronzo a Winterberg 2019, settimo a Soči 2020 e ottavo a Schönau am Königssee 2021; nel singolo sprint: dodicesimo a Schönau am Königssee 2016, quarto a Igls 2017, medaglia di bronzo a Winterberg 2019 e undicesimo a Soči 2020 e medaglia d'argento a Schönau am Königssee 2021; nelle prove a squadre: medaglia d'argento a Sigulda 2015, quarto a Schönau am Königssee 2016 e medaglia d'oro a Winterberg 2019.
Nelle rassegne continentali vanta in totale otto medaglie, di cui sei d'oro: quattro vinte nella gara monoposto a Soči 2015, a Schönau am Königssee 2017, a Sigulda 2018 e a Oberhof 2019, e due conquistate nella gara a squadre sempre a Sigulda 2018 e a Sigulda 2021; completano il suo palmarès continentale ulteriori due argenti.

## Palmarès

### Mondiali
- 6 medaglie:
  - 2 ori (singolo a Sigulda 2015; gara a squadre a Winterberg 2019);
  - 2 argenti (gara a squadre a Sigulda 2015; singolo sprint a Schönau am Königssee 2021);
  - 2 bronzi (singolo, singolo sprint a Winterberg 2019).

### Europei
- 8 medaglie:
  - 6 ori (singolo a Soči 2015; singolo a Schönau am Königssee 2017; singolo, gara a squadre a Sigulda 2018; singolo a Oberhof 2019; gara a squadre a Sigulda 2021);
  - 2 argenti (gara a squadre a Soči 2015; singolo a Lillehammer 2020).

### Mondiali juniores
- 2 medaglie:
  - 1 argento (singolo a Igls 2010);
  - 1 bronzo (singolo a Nagano 2009).

### Coppa del Mondo
- Vincitore della classifica generale nella specialità del singolo nel 2018/19.
- 43 podi (17 nel singolo, 7 nel singolo sprint, 19 nelle gare a squadre):
  - 22 vittorie (9 nel singolo, 4 nel singolo sprint, 9 nelle gare a squadre);
  - 16 secondi posti (8 nel singolo, 3 nel singolo sprint, 5 nelle gare a squadre);
  - 5 terzi posti (tutti nelle gare a squadre).

#### Coppa del Mondo - vittorie
| Data             | Luogo                | Paese    | Disciplina                                                                    |
| ---------------- | -------------------- | -------- | ----------------------------------------------------------------------------- |
| 1º marzo 2015    | Soči                 | Russia   | Singolo                                                                       |
| 7 febbraio 2016  | Soči                 | Russia   | Gara a squadre con Tat'jana Ivanova, Andrej Bogdanov e Andrej Medvedev        |
| 6 gennaio 2017   | Schönau am Königssee | Germania | Singolo                                                                       |
| 15 gennaio 2017  | Sigulda              | Lettonia | Singolo                                                                       |
| 15 gennaio 2017  | Sigulda              | Lettonia | Gara a squadre con Tat'jana Ivanova, Vladislav Južakov e Jurij Prochorov      |
| 19 novembre 2017 | Igls                 | Austria  | Singolo                                                                       |
| 21 gennaio 2018  | Lillehammer          | Norvegia | Singolo sprint                                                                |
| 28 gennaio 2018  | Sigulda              | Lettonia | Singolo                                                                       |
| 28 gennaio 2018  | Sigulda              | Lettonia | Gara a squadre con Tat'jana Ivanova, Aleksandr Denis'ev e Vladislav Antonov   |
| 1º dicembre 2018 | Whistler             | Canada   | Gara a squadre con Tat'jana Ivanova, Vsevolod Kaškin e Konstantin Koršunov    |
| 13 gennaio 2019  | Sigulda              | Lettonia | Singolo                                                                       |
| 9 febbraio 2019  | Oberhof              | Germania | Singolo                                                                       |
| 24 febbraio 2019 | Soči                 | Russia   | Singolo                                                                       |
| 24 febbraio 2019 | Soči                 | Russia   | Singolo sprint                                                                |
| 24 febbraio 2019 | Soči                 | Russia   | Gara a squadre con Viktorija Demčenko, Aleksandr Denis'ev e Vladislav Antonov |
| 12 gennaio 2020  | Altenberg            | Germania | Gara a squadre con Tat'jana Ivanova, Aleksandr Denis'ev e Vladislav Antonov   |
| 26 gennaio 2020  | Sigulda              | Lettonia | Singolo                                                                       |
| 23 febbraio 2020 | Winterberg           | Germania | Gara a squadre con Tat'jana Ivanova, Aleksandr Denis'ev e Vladislav Antonov   |
| 1º marzo 2020    | Schönau am Königssee | Germania | Singolo                                                                       |
| 10 gennaio 2021  | Sigulda              | Lettonia | Gara a squadre con Tat'jana Ivanova, Vsevolod Kaškin e Konstantin Koršunov    |
| 24 gennaio 2021  | Innsbruck            | Austria  | Singolo sprint                                                                |
| 28 novembre 2021 | Soči                 | Russia   | Gara a squadre con Viktorija Demčenko, Andrej Bogdanov e Jurij Prochorov      |